# District de Machecoul
Le district de Machecoul est une ancienne division territoriale française du département de la Loire-Atlantique de 1790 à 1795.

## Composition
Il était composé des cantons de Machecoul, Bourgneuf, Legé, la Limouziniére et Saint Philbert de Grand Lieu.

## Historique
Le plus grand nombre des paroisses qui, lors de la division de la France en départements furent appelées à composer le district de Machecoul, appartenaient à la province de Bretagne et formaient une portion assez considérable du duché de Retz, lequel était lui-même compris dans les limites de la sénéchaussée de Nantes. Les autres paroisses attribuées au district de Machecoul furent détachées du territoire des Marches communes de Bretagne et de Poitou, petite division administrative particulière, placée entre les deux provinces, en forme de frontières, et dont les habitants avaient la faculté de porter, à leur choix, leurs appels devant les juridictions supérieures de la Bretagne ou du Poitou.
Étienne Gaschignard devient président du district de Machecoul en 1791 et le demeure jusqu'à son exécution, le 11 mars 1793 par les insurgés.